# Тейопи (город, Миннесота)
Тейопи (англ. Taopi) — город в округе Моуэр, штат Миннесота, США. На площади 1 км² (1 км² — суша, водоёмов нет), согласно переписи 2002 года, проживают 93 человека. Плотность населения составляет 91,5 чел./км².
- Телефонный код города — 507
- Почтовый индекс — 55977
- FIPS-код города — 27-64210[1]
- GNIS-идентификатор — 0653036[2]